# Кристоф фон Мекленбург
Кристоф фон Мекленбург (на немски: Christoph von Mecklenburg; * 30 юни 1537, Аугсбург; † 4 март 1592, манастир Темпцин, Мекленбург-Предна Померания) е херцог на Мекленбург-Гюстров-Гадебуш, администратор (протестантски епископ) на епископство Ратцебург (1554 – 1592) и на комтурай Миров.

## Живот
Той е третият син на херцог Албрехт VII фон Мекленбург (1486 – 1547) и съпругата му Анна фон Бранденбург (1507 – 1567), дъщеря на курфюрст Йоахим I фон Бранденбург (1484 – 1535) и Елизабет Датска (1485–1555).
Кристоф се жени на 27 октомври 1573 г. в Колдинг за принцеса Доротея Датска (* 1528; † 11 ноември 1575, Шьонберг), дъщеря на датския крал Фредерик I (1471 – 1533) и София от Померания (1498 – 1568). Бракът е бездетен. Тя умира след две години в Шьонберг, епископската резиденция на епископство Ратцебург.
Кристоф се жени втори път на 14 май 1581 г. в Стокхолм за принцеса Елизабет Шведска (* 5 април 1549; † 20 ноември 1597), дъщеря на шведския крал Густав Васа (Густав Ериксон) (1496 – 1560) и Маргарета Ериксдотер Лейонхуфхуд (1514 – 1551).
Кристоф фон Мекленбург умира на 54-годишна възраст и е погребан в катедралата на Шверин в гроб направен по нареждане на вдовицата му Елизабет. 
- Принцеса Елизабет Шведска
- Гробът на Кристоф в катедралата на Шверин

## Деца
Кристоф и Елизабет Шведска имат една дъщеря:
- Маргарета Елизабет фон Мекленбург (* 11 юли 1584; † 16 ноември 1616), омъжена в Стокхолм 1608 г. за херцог Йохан Албрехт II фон Мекленбург (* 5 май 1590; † 23 април 1636)